# Vilâyet Istanbul

Das Vilâyet von Konstantinopel 1900.

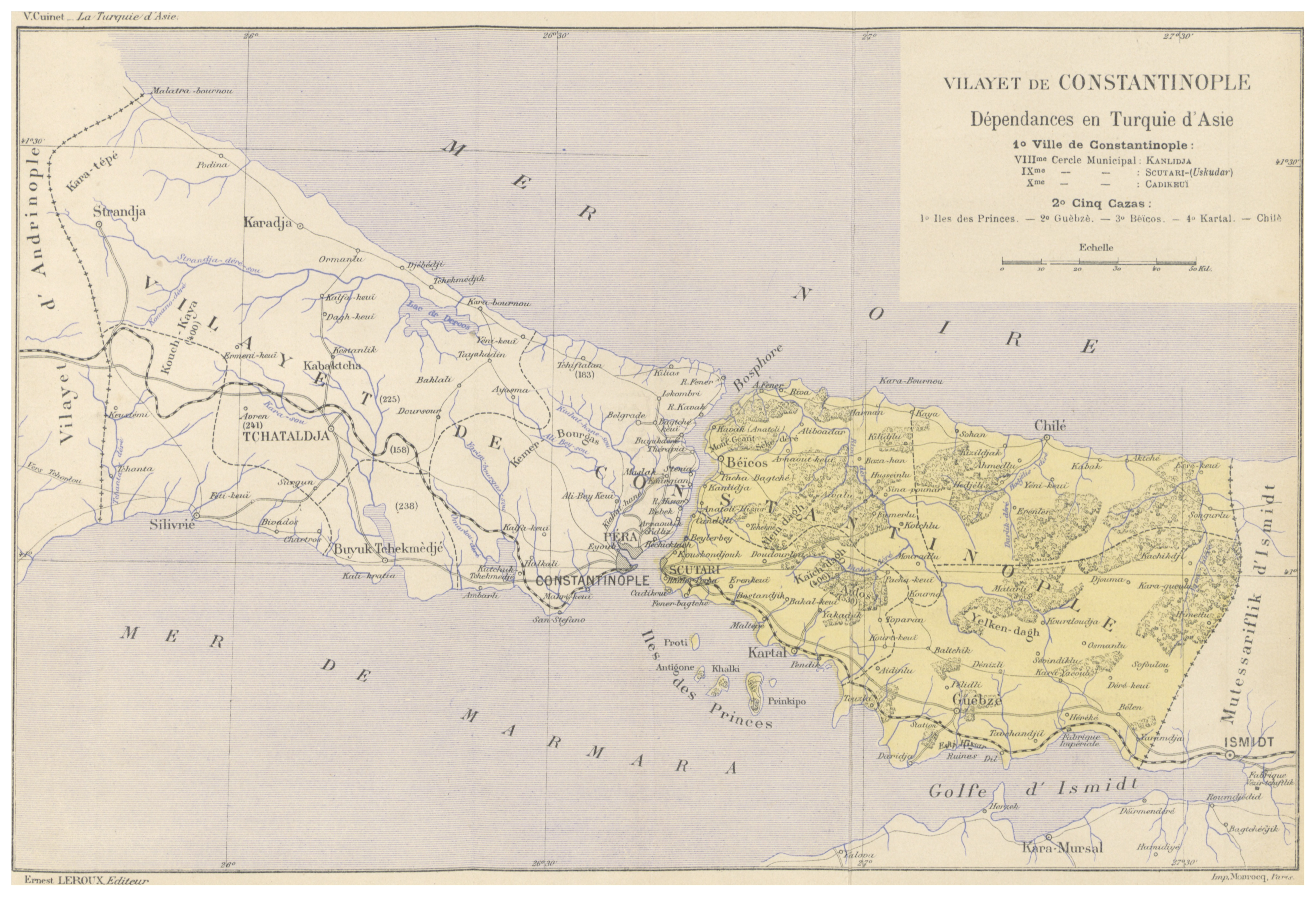
Karte zum Vilayet Istanbul/Konstantinopel von 1895

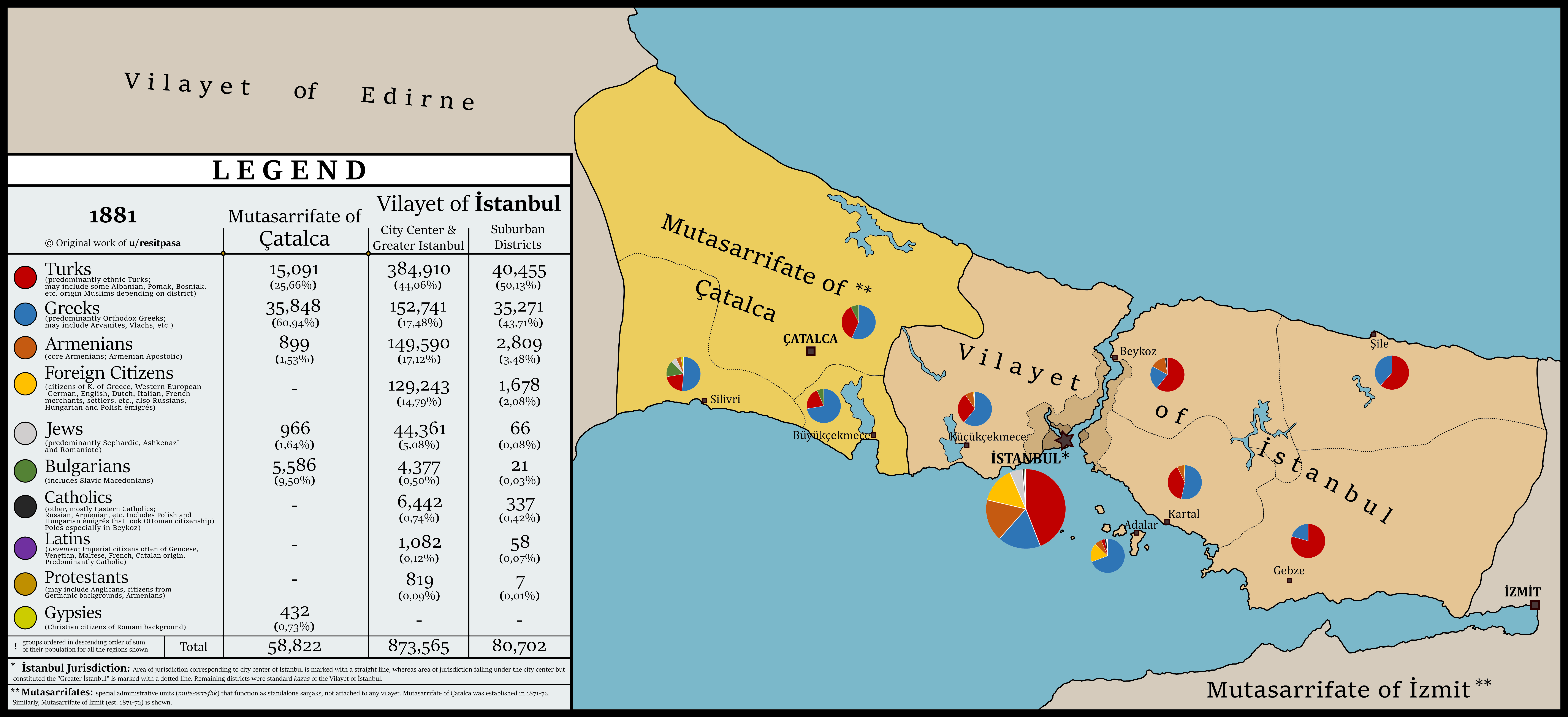
Bevölkerungszusammensetzung des Vilâyet Istanbul und des Mütesarrıflık Çatalca 1881

Das Vilâyet Istanbul (türkisch İstanbul Vilayeti) war bis 1922 eine Großprovinz (Vilâyet) des Osmanischen Reiches. Sie war weitgehend mit der heutigen Provinz Istanbul identisch. Istanbul stand als Sitz des Sultans traditionell außerhalb der Provinzialverwaltung des Osmanischen Reiches und wurde erst im Zuge der Tanzimat-Reformen in diese eingegliedert. Nach Einführung der Vilâyetsordnung 1864 wurden 1869 dem Polizeiminister die Funktionen eines Vali von Istanbul übertragen. Nachdem bereits durch die Osmanische Verfassung von 1876 die Sonderrechte Istanbuls aufgehoben worden waren, wurde förmlich das Vilâyet Istanbul 1909 errichtet.
Im Jahre 1914 – ein Jahr vor dem Völkermord an den Armeniern und den ethnischen Säuberungen gegen die Griechen – waren von den Einwohnern der Provinz insgesamt 560.434 Muslime, 205.752 Griechen, 82.880 Armenier und 52.126 Juden.

## Verwaltungsgliederung
Der in Asien liegende Teil des Vilâyets wurde vor 1914 in folgende asiatische Kazas aufgeteilt:
asiatische Kazas
1. Kaza von Üsküdar
2. Kaza von Gebze
3. Kaza von Kartal
4. Kaza von Beykoz
5. Kaza von Şile